# Атанасій Пекар
Атанасій Пекар (хресне ім'я Василь; 1 березня 1922, Перечин — 28 вересня 2011, Ґлен-Ков) — український церковний діяч у США, священник-василіянин, педагог, історик Церкви, протоконсультор Василіянського Чину святого Йосафата у 1992–1996 роках. Дійсний член Богословського Наукового Товариства у Львові, Наукового Товариства імені Шевченка та Української Вільної Академії Наук (УВАН) у США.

## Життєпис
Василь Пекар народився 1 березня 1922 року в місті Перечин (тоді Чехословаччина) в сім'ї греко-католиків Атанасія Пекаря і Марії з роду Василиха. У 1928–1932 роках навчався в початковій школі в Перечині, а потім вступив на навчання до Ужгородської державної реальної руської гімназії, яку закінчив у 1940 році. В гімназії його викладачами були мовознавець і етнограф Іван Панькевич, літературознавець Володимир Бірчак, германіст і викладач німецької мови та директор гімназії (1922–1938) Андрій Алиськевич — всі троє родом з Галичини. Був членом Пласту і кошовим юнацьких куренів Пласту в Перечині.

### Навчання
Закінчивши гімназію, Василь Пекар записався 15 січня 1941 року в Українську папську колегію святого Йосафата в Римі. Навчався в римському Папському університеті Урбаніана (італ. Pontificia Università Urbaniana). В 1942 році здобув бакалаврат з філософії і продовжив богослов'я. Базові богословські студії закінчив у 1946 році ліценціятом. 24 березня 1946 в каплиці колегії святого Йосафата отримав священничі свячення з рук російського греко-католицького єпископа Александра Євреїнова. 27 червня 1947 року о. Василь Пекар захистив в Урбаніанському університеті докторську дисертацію на тему «De erectione diocesis Mukačoviensis» (XV, 207 стор.). Після докторату ще рік відвідував студії церковної історії в Папському Григоріанському університеті й в 1948 році здобув бакалаврат з церковної історії. Цього ж 1948 року через неможливість повернутися на Закарпаття, виїхав до США, де став священиком Піттсбурзького греко-католицького екзархату. Спочатку працював капеланом монахинь василіянок в Юніонтауні (1948–1950), а згодом став викладачем семінарії святих Кирила і Методія в Піттсбурзі (1950–1956).
22 березня 1956 року вступив до василіянського новіціяту в місті Мондер, провінція Альберта, в Канаді, де 1 червня 1956 року під час обряду облечин отримав монашу рясу і монаше ім'я Атанасій. 10 червня 1957 року склав перші чернечі обіти і залишився в Мондері на префекта і викладача студентів гуманістики. Викладав українську і церковно-слов'янську мови, українську історію і літературу. 19 червня 1960 року в монастирі святого Йосафата в Ґлен-Кові біля Нью-Йорку склав вічні обіти.

### Служіння
У 1960–1961 роках о. Атанасій був парохом церкви святого Миколая в Чикаго, а через рік отримав призначення на магістра новіціату в Ґлен-Кові, де пробув до 1967 року. Упродовж 1967—1978 років — викладач і духівник у Піттсбурзькій греко-католицькій духовній семінарії святих Кирила і Методія. Душпастирював тоді на парафії св. Йоана Хрестителя в Юніонтаун (Пенсільванія) — у 1967–1972 роках та на парафії св. Євгена в Бедфорді (Огайо) — 1972–1978 роках.
У 1978 році настоятелі призначили отця Атанасія Пекара на заступника редактора української секції Радіо Ватикану терміном на 4 роки. З 1980 року — редактор ІІ секції Записок Чину святого Василія Великого. З 1982 року — духівник семінарії святого Йосафата у Вашингтоні (округ Колумбія, США). У 1992 році знову повернувся до Риму, бо на Генеральній капітулі Чину його було обрано Генеральним протоконсультором (вікарієм або першим радником) протоархимандрита о. Ісидора Патрила. Після завершення каденції переїхав до василіянського монастиря в Ґлен-Кові, де надалі продовжував викладати в школі й займатися улюбленою справою — історіописанням. 3 грудня 2008 року переведений на проживання до Glengarif Health Care Centre — півтора кілометри від монастиря, де йому було забезпечено постійний медичний нагляд.
Помер у шпиталі в Ґлен-Кові 28 вересня 2011 року. Похований 3 жовтня 2011 року на українському католицькому цвинтарі Святого Духа у Кампбелл-Голл (Гемптонбурґ, округ Оранж, штат Нью-Йорк).

## Наукова діяльність
Отець Атанасій Пекар — автор численних книг та статей українською та англійською мовами на історичну і духовно-аскетичну тематику, особливо знаковими з яких є книги: тритомник «Нариси історії Церкви Закарпаття» (1967, 1997, 2014) і «Досконалий християнин. Чернечий ідеал святого Василія Великого» (1968, 2005). Будучи співпрацівником Радіо Ватикану, виголосив 77 програм, які вийшли друком у 1982 році у форматі книги «Ісповідники віри нашої сучасності». Дописував до часописів «Bizantine Catholic World», «Eastern Catolic Life», «Orientalia Christiana Periodica», «Записки Чина святого Василія Великого», «Світло» та ін. Зредагував 5 об'ємних томів «Записок ЧСВВ» (1982, 1985, 1988, 1992, 1996).

### Вибрані публікації

#### Книги і брошури
- «De Erectione Canonica Eparchiae Mukačoviensis (1771)» (Hbv 1956)
- «Василіянин-Ісповідник, єп. Павло Ґойдич, ЧСВВ» (Нью-Йорк 1961)
- «Владика-Мученик — Теодор-Юрій Ромжа [Архівовано 25 лютого 2018 у Wayback Machine.]» (Нью-Йорк 1962)
- «St. Basil the Great — His Life and Work (329—379)» (Нью-Йорк 1963)
- «Saint Josaphat (1580—1623)» (Нью-Йорк 1967)
- «Досконалий християнин — Чернечий ідеал св. Василія  Великого» (Нью-Йорк 1968, Львів 2005)
- «Historic Background of the Priashiv Eparchy» (Піттсбург 1968)
- «Our Slavic Heritage» (Піттсбург 1969)
- «Basilian Reform in Transcarpathia» (Рим 1971)
- «Our Past and Present — Historical Outlines of the Pittsburgh Metropolia» (Піттсбург 1974)
- «Our Martyred Bishop Th. Romzha (1911—1947)» (Піттсбург 1977)
- «The Bishops of the Mukachevo Eparchy» (Піттсбург 1979)
- «Bishop Basil Норко — Confessor of Faith» (Піттсбург 1979)
- «Апостол Христового Серця — Христофор Миськів, ЧСВВ» (Рим-Прудентопіль 1980)
- «Confessor of Our Times — Bishop P. Gojdich, OSBM» (Піттсбург 1980)
- «Ісповідники віри нашої сучасности — Мартиролог УКЦеркви під совітами» (Торонто-Рим 1982)
- «You Shall Be Witnesses Unto Me — Martyrology of Carpathian Clergy» (Піттсбург 1985)
- «Bishop Alexander Chira — Prisoner of Christ» (Піттсбург 1988)
- «Ужгородська унія та її творці (1646—1996)» (Рим 1996)
- «Нариси історії Церкви Закарпаття [Архівовано 25 лютого 2018 у Wayback Machine.]» (Том І, Рим 1967, 2-ге вид. Рим-Львів 1997)
- «Нариси історії Церкви Закарпаття [Архівовано 25 лютого 2018 у Wayback Machine.]» (Том II, Рим-Львів 1997)
- «Нариси історії Церкви Закарпаття» (Том III, Ужгород 2014).

#### Статті
- «Bishop Peter Gebey — Champion of the Holy Union» // Записки ЧСВВ, Секція ІІ. — Vol. IV. — Romae 1963. — P. 293—326
- «Basilian Reform in Transcarpathia» // Записки ЧСВВ, Секція ІІ. — Vol. VII. — Romae 1971. [Архівовано 26 лютого 2018 у Wayback Machine.] — P. 143—178
- «Basilian Reform in Transcarpathia»: The Documents // Там само… — P. 179—226
- «Василіяни — носії унійних ідей на Закарпатті» // Там само… — С. 272—282
- «Пам'яті о. д-ра Іринея Назарка, ЧСВВ (1905—1976)» // Український історик 1—2 (1977) 132—134.
- «Василіянські протоігумени на Закарпатті» // Записки ЧСВВ, Секція ІІ. — Vol. IX. — Romae 1974. [Архівовано 8 липня 2018 у Wayback Machine.] — С. 152—166
- «Анатолій Кралицький, ЧСВВ, як історик» // Там само… — С. 276—292
- «St. Basil's correspondence with St. Athanasius of Alexandria» // Записки ЧСВВ, Секція ІІ. — Vol. X. — Romae 1979. — P. 25—38
- «Some documents concerning the „Bradac affair“» // Там само… — P. 221—228
- «Пряшівський владика Йосиф Ґаґанець, візитатор оо.  Василіян» // Там само… — С. 379—393
- «Василіянська провінція св. Миколая на Закарпатті» // Записки ЧСВВ, Секція ІІ. — Vol. XI. — Romae 1982. [Архівовано 16 січня 2018 у Wayback Machine.] — С. 131—164
- «Спроба історії Румунської провінції свв. Апостолів Петра і Павла» // Там само… — С. 208—220
- «Мадярська провінція св. Стефана (1947—1950)» // Там само… — С. 221—226
- «Американська провінція Успення Матері Божої» // Там само… — С. 265—293
- «Папська Семінарія св. Йосафата в Римі» // Там само… — С. 338—345
- «Contribution of the Basilian Order to the Ukrainian Religious and Cultural Life» // Там само… — P. 439—450
- «Bishop John Bradach — the Last Basilian on the Mukachevo Episcopal See (1732—1772)» // Orientalia Christiana Periodica. — Vol. XLIX. — Rome: Oriental Institute, 1983. — P. 130—152
- «Життєвий шлях о. Гліба Г. Кінаха, ЧСВВ» // Записки ЧСВВ, Секція ІІ. — Vol. XII. — Romae 1985 [Архівовано 19 листопада 2015 у Wayback Machine.]. — С. 85—99
- «Письменницька діяльність о. Гліба Кінаха, ЧСВВ» // Там само… — С. 103—116
- «„Записки“ о. Гліба Г. Кінаха, ЧСВВ, про початки реформи на Закарпатті» // Там само… — С. 117—164
- «Отець Михайло Ваврик, ЧСВВ — як історик Василіянського Чину» // Там само… — С. 171—187
- «Tribute to Bishop Joseph J. de Camillis, OSBM (1641—1706)» // Там само… — P. 374—419
- «Над могилою о. Мелетія М. Войнара, ЧСВВ» // Український історик 1—4 (1988) 214—215.
- Чернече життя Київської Руси в домонгольській добі — до половини 13-го ст. // Записки ЧСВВ, Секція ІІ. — Vol. XIII. — Romae 1988. [Архівовано 26 лютого 2018 у Wayback Machine.] — С. 15—65
- «Доба занепаду українського чернецтва від половини 13-го ст. до кінця 16-го ст.» // Там само… — С. 66—91
- «Documents Concerning the Apostolic Visitation of the Basilian Fathers in Transcarpathia (1856—1858)» // Там само… — P. 306—356
- «The Origin of Monastic Life in Rus'-Ukraine» // Там само… — P. 357—370
- «Monasticism in the Ukrainian Church» // Там само… — P. 378—404
- «Києво-Печерський Патерик (історично-літературний нарис)» // Записки ЧСВВ, Секція ІІ. — Vol. XIV. — Romae 1992. [Архівовано 26 лютого 2018 у Wayback Machine.] — С. 41—83
- «Протоігумен Йоанникій Ю. Базилович, ЧСВВ (Перший історик Закарпаття)» // Там само… — С. 105—122
- «The Union of Brest and Attempts to Destroy It» // Там само… — P. 152—170
- «The Elevation of a Secular Priest, Peter Bilianskyj, to the Episcopacy in 1780» // Там само… — P. 227—238
- «Митрополит Андрій Шептицький, ЧСВВ і закарпатські українці» // Там само… — С. 270—279
- «Греко-Католицька Церква під час Карпатської України» // Там само… — С. 302—308
- «Мукачівська єпархія і Галицька митрополія» // Там само… — С. 314—320
- «Де знаходився Полонинський монастир» // Там само… — С. 321—323
- «Іпатій Потій — провісник з'єдинення» // Записки ЧСВВ, Секція ІІ. — Vol. XV. — Romae 1996. [Архівовано 18 лютого 2018 у Wayback Machine.] — С. 145—246
- «Ужгородська унія та її творці» // Там само… — С. 247—300
- «Мукачівський єп. Василь Попович (З нагоди двохсотріччя його народження)» // Там само… — С. 375—395
- «Екуменічне значення почитання св. Климента, Папи Римського, у Київській Русі» // Там само… — С. 460—475
- «Митрополит Андрей Шептицький як монах-василіянин (з нагоди 50-ліття його смерти — 1944—1994)» // Там само… — С. 476—486
- «Протоігумен Йоаким Хома, ЧСВВ (1870—1931)» // Там само… — С. 487—499
- «Професор Олександер Баран, історик Закарпаття» // Український історик. 1—4 (1997) 112—120.
- «Греко-католицька Церква під час мадярської окупації Закарпаття (1939—1944)» // Там само… — С. 500—520
- «Церковна політика мадярів на Закарпатті» // Науковий Збірник Товариства Просвіти, ІІ-ІІІ. — Ужгород 1999. — С. 49—58
- «Греко-католицька Церква у період Карпатської України (1938— 1939)» // Науковий Збірник Товариства Просвіти, IV . — Ужгород 2000. — С. 55—59.